# 劉雲峰
刘云峰（1881年—1949年），字晓南，又作晓岚，山东蠡县人，中华民国军事将领。

## 生平
刘云峰在保定武备学校修习炮科，毕业后往云南，得蔡锷赏识，1911年參与云南起义。民国成立，北归养病年馀，后再回云南担任旅长。护国起义前夕，奉唐继尧之命往北京，于1915年12月中旬同蔡锷在香港李根源处见面，当时蔡锷刚刚从北京潜离，途经香港准备赴云南。蔡锷得知云南方面已决定起义反袁世凯，乃经河内于12月20日到达昆明。
护国起义爆发后，刘云峰任护国军第一军第一梯团长。1916年1月17日，第一军左翼刘云峰部初战告捷，突破袁世凯军防线，攻克了燕子坡等地。1月18日占领横江。1月19日，渡江攻取安边。1月20日，攻克柏树溪。袁军遂弃守叙州府，败往自流井、泸州方向。1月20日，刘云峰部在敘州戰鬥中攻占叙州府（今宜宾），是为护国战争中护国军的首次重大胜利。
1949年，刘云峰逝世。